# Oulad Mimoun
Oulad Mimoun (franska: Oulad Mimoun (CR), Oulad Mimoun (Commune Rurale), arabiska: بئر طم طم) är en kommun i Marocko.   Den ligger i provinsen Moulay Yacoub och regionen Fès-Meknès, i den nordöstra delen av landet, 170 km öster om huvudstaden Rabat. Antalet invånare är 9 393.